# René Hardy
René Hardy (1911-1987) perteneció a la Resistencia Francesa durante la ocupación nazi.
Al estallar la Segunda Guerra Mundial estaba trabajando como oficial de ferrocarriles, pero al invadir Alemania su país se unió a los diversos grupos clandestinos que llevaban a cabo operaciones de sabotaje.
El 7 de junio de 1943, Hardy fue arrestado por la Gestapo, donde supuestamente fue torturado, sin embargo luego lo dejaron en libertad. El 21 de junio Hardy asistió a una reunión secreta de miembros de la Resistencia en Caluire, entre los que se encontraba el legendario Jean Moulin, inesperadamente la Gestapo apareció en la casa arrestando a todos, sin embargo Hardy, en circunstancias que levantaron suspicacias. Fue, en efecto, el único al que no pusieron esposas sino que sus manos fueron atadas con una cuerda, al que no se le sacó el arma y que consiguió escapar. Por otro lado Moulin murió en medio de terribles suplicios dos semanas después.
Al finalizar la guerra, Hardy negó haber traicionado a los líderes arrestados aquel fatídico día, no obstante fue juzgado, aunque al no encontrarse evidencia o al declararse estas nulas, fue dejado en libertad. Entre otros, fue hallada documentación en los archivos alemanes que vinculaba a Hardy con los hechos que fue declarada nula. Este juicio ha levantado múltiples debates entre los historiadores franceses acerca de su traición aunque Hardy ha sido señalado muchas veces tanto por antiguos resistentes como por historiadores como el culpable de la encarcelación y posterior muerte de Moulin. Tampoco está clara su posible implicación en la caída del General Charles Delestraint, un mes antes de la reunión de Caluire. 
Al ser juzgado el llamado "carnicero de Lyon", responsable de la SS en esta ciudad, Klaus Barbie en 1987, este declaró que Hardy era un espía de los alemanes, que sin embargo no fue acepta hecho que Hardy negó hasta su muerte ocurrida poco tiempo después de estos hechos.
Tras su juicio, René Hardy se convirtió en escritor y guionista consiguiendo cierta notoriedad tras ganar el premio "Deux Magots" por su novela "Amarga victoria".